# Anne Dufourmantelle
Anne Claude Alice Dunand, connue après son mariage comme Anne Dufourmantelle (née le 20 mars 1964 à Paris 8e et morte le 21 juillet 2017  à Ramatuelle), est une philosophe, essayiste, psychanalyste et universitaire française.

## Biographie
Née d'un père anglo-suisse et d'une mère française, théologienne et analyste jungienne, tous deux proches d'Ivan Illich, Anne Dufourmantelle passe plusieurs années en Espagne et en Amérique centrale.
Elle soutient un doctorat de philosophie, sur La vocation prophétique de la philosophie sous la direction de Jean-François Marquet, à l'université Paris-Sorbonne en 1994 et est diplômée de l'université Brown, elle enseigne à l’École nationale supérieure d'architecture de Paris-La Villette, à l’Institut des hautes études en psychanalyse à l’École normale supérieure, à l'université de New York et dirige la collection d’essais « L’autre pensée » chez Stock. Analysée par Serge Leclaire, elle devient psychanalyste et membre du Cercle freudien.
Elle travaille comme éditrice pour Calmann-Lévy, où elle est responsable de la littérature dans le domaine de la philosophie et de plus de cinquante livres publiés. Elle rejoint le groupe Hachette puis les éditions Stock.
À partir de 2007, elle collabore au quotidien Libération.
Anne Dufourmantelle meurt le 21 juillet 2017 des suites d'un arrêt cardiaque, en tentant de sauver l'enfant d'une amie de la noyade sur la plage de Pampelonne.
Elle est mère de trois enfants, et compagne, jusqu’à sa mort, de l'écrivain Frédéric Boyer. Sa fille Clara Ysé (dont le père est son ancien époux, le peintre Bruno Dufourmantelle, de qui elle conservait d'ailleurs le nom d'usage) lui rend hommage dans Libération. Elle a aussi un garçon avec Bruno Dufourmantelle et une fille, Maud, née en 2003, avec Frédéric Boyer.
En 1998, Anne Dufourmantelle reçoit le prix Raymond de Boyer de Sainte-Suzanne de l'Académie française pour La Vocation prophétique de la philosophie, traduit de Nelson Goodman Langage de l'art et publie un essai, La Structure de comparution. Dans La Sauvagerie maternelle (2001), elle s'intéresse au risque que doit affronter l'enfant pour se défaire du lien avec sa mère, lien que celle-ci souhaite inconsciemment préserver. Elle développe la notion de « sauvagerie maternelle » en 2011, dans Éloge du risque, et propose que les passions négatives – qui s'originent selon elle dans la dépendance première à la sauvagerie – soient accueillies plutôt que déniées, afin de dépasser les peurs qui les accompagnent. En 2009, dans En cas d'amour, psychopathologie de la vie amoureuse, elle explore les déclinaisons de l'amour et l'événement de la rencontre, entre le sujet et son témoin. Dans Intelligence du rêve (2012), elle propose d'« écouter les rêves », dans leur puissance d'action car, selon elle, ils puisent dans « l'histoire de la culture, dans l'histoire personnelle, dans notre rapport au visible et à l'invisible ».
Un livre posthume est publié en 2018, sous le titre Souviens-toi de ton avenir. Ce roman met en scène des guerriers mongols du XIVe siècle qui cherchent à gagner le Pacifique en passant par la Chine et un groupe d'historiens qui se réunit dans une librairie à Paris.

## Publications
- De l'hospitalité, avec Jacques Derrida, Paris, Calmann-Lévy, 1997  (ISBN 978-2-7021-2795-7)
- La Vocation prophétique de la philosophie, Éditions du Cerf, 1998  prix Raymond-de-Boyer-de-Sainte-Suzanne 1998 de l’Académie française
- La Sauvagerie maternelle, Paris, Calmann-Lévy, 2001, édition poche 2016  (ISBN 978-2743636579)
- « La colombe » (avec Marc-Alain Ouaknin), « Le consolé » et « Livre d'Habaquoq » (avec Aldina da Silva), « Livre de Baruch » (avec Léo Laberge) dans La Bible, Paris, Bayard, 2001
- Parcours : entretiens avec Anne Dufourmantelle, avec Miguel Benasayag, Paris, Amazon Media, 2001
- Une question d'enfant, Paris, Bayard, 2002  (ISBN 978-2-2270-1103-8)
- Blind Date : sexe et philosophie, Paris, Calmann-Lévy, 2003  (ISBN 978-2-7021-3402-3)
- Du retour : abécédaire biopolitique, A.Pandolfi, 2003
- Negri on Negri : in conversation, avec Anne Dufourmantelle, Taylor & Francis, 2004  (ISBN 978-0-4159-6895-9)
- Procès Dutroux : penser l'émotion, Bruxelles, ministère de la Communauté française, 2004
- American Philo, avec Avital Ronell, Paris, éditions Stock, 2006  (ISBN 2-234-05840-6) (BNF 40227131)
- La Femme et le Sacrifice : d'Antigone à la femme d'à côté, Paris, Denoël, 2007  (ISBN 978-2-2072-5412-7)
- Fighting theory, avec Avital Ronell, Université de l'Illinois Press, 2010  (ISBN 978-0-2520-7623-7)
- Éloge du risque, Paris, Payot, 2011  (ISBN 978-2-2289-0642-5)
- Dieu, l'amour et la psychanalyse, avec Jean-Pierre Winter, Paris, Bayard Jeunesse, 2011  (ISBN 978-2-2274-7232-7)
- Intelligence du rêve, Paris, Payot, 2012  (ISBN 978-2-2289-0736-1)
- En cas d'amour : psychopathologie de la vie amoureuse, Paris, Rivages, 2012  (ISBN 978-2-7436-2305-0) ;
- Puissance de la douceur, Paris, Payot, 2013  (ISBN 978-2-2289-0964-8)
- Se trouver, avec Laure Leter, Paris, Jean-Claude Lattès, 2014  (ISBN 978-2-7096-3690-2)[14]
- L'Envers du feu, Paris, éditions Albin Michel, 2015  (ISBN 978-2-226-31807-7)
- Défense du secret, Éditions Payot, 2015
- Souviens-toi de ton avenir, éditions Albin Michel, 2018
- Chroniques, Payot et rivages, 2020